# Cairo Lions
I Cairo Lions sono stati una squadra di football americano del Cairo, in Egitto, fondata nel 2014. Sono inattivi dal  2017.

## Dettaglio stagioni

### Tornei nazionali

#### Campionato

##### ELAF
| Stagione | regular season | regular season | regular season | regular season | regular season | regular season | playoff | playoff | playoff | playoff | playoff | playoff     | playoff    |
|          | Vin            | Par            | Per            | Tot            | PF             | PS             | Vin     | Per     | Tot     | PF      | PS      | risultato   | avversaria |
| -------- | -------------- | -------------- | -------------- | -------------- | -------------- | -------------- | ------- | ------- | ------- | ------- | ------- | ----------- | ---------- |
| 2016     | 4              | 0              | 4              | 8              | 134            | 126            | -       | -       | -       | -       | -       | Terzo posto | -          |
| 2017     | 1              | 0              | 3              | 4              | 10             | 26             | -       | -       | -       | -       | -       | -           | -          |
| Totale   | 5              | 0              | 7              | 12             | 144            | 152            | -       | -       | -       | -       | -       |             |            |

Fonti: Enciclopedia del Football - A cura di Roberto Mezzetti